# Ксенте Богоев
Ксенте Богоев (на македонска литературна норма: Ксенте Богоев) е общественик, академик и университетски професор, висш републикански ръководител на Социалистическа република Македония.

## Биография
Роден е на 20 октомври 1920 година в гостиварското село Леуново. Завършва основно училище в Гостивар, а в 1937 година гимназия в Скопие. В 1944 година е един от критиците на Манифеста на АСНОМ, който вкарва новосформираната Народна Република Македония в Югославия. В 1951 година завършва икономическия факултет на Белградския университет, където в 1962 година защитава и докторат.
В 1952 година започва да преподава теория на финансите, политика и фискална политика в Икономическия факултет на Скопския университет. Преподава и финанси в Икономическия факултет на Загребския университет. Гост преподавател е и в Държавния университет на Флорида. В 1952 – 1954 година е заместник-декан, а в 1961 – 1963 година – декан на Икономическия факултет в Скопие. В 1966 – 1968 година е ректор на университета и председател на Общността на югославските университети.
В 1974 година е избран за дописен, а в 1979 година за редовен член на Македонската академия на науките и изкуствата. В 1983 – 1991 година е секретар на отдела за обществени науки на академията, в 1992 – 1999 година е неин председател, а в 2000 година е ръководител на Центъра за стратегически изследвания на МАНИ.
Богоев заема и редица висши политически постове. В периода 1945-1952 е заместник-министър на финансите в Народна република Македония. В 1955 – 1957 година е икономически съветник на постоянната югославска делегация при Организацията за икономическо сътрудничество и развитие в Париж. В 1967 - 1968 година е подпредседател, а в 1968 - 1974 година - председател на Изпълнителния съвет на Социалистическа република Македония. Член е на Председателството на СРМ в периода 1974 – 1977 година. От 1978 до 1981 година е гуверньор на Народната банка на СФРЮ.
След обявяването на независимост на Република Македония Богоев от 1994 до 1998 година е съветник във финансовото министерство, а в 2005 – 2006 година е съветник на министър-председателя.